# David Carney
David Carney (Sydney, 1983. november 30. –) ausztrál labdarúgó, edző.

## Karrierje

### Everton, kiscsapatok, Sydney
Ifjúsági játékosként a New South Wales Institue of Sports tagja volt, innen került Angliába, az Everton együtteséhez. Bár felkerült az első csapathoz, és egy ideig velük is edzhetett, tétmérkőzésen végül nem mutatkozott be a kékeknél. Az Evertontól eligazolt, és sokáig nem tudott hosszabb ideig megragadni egy csapatnál sem. 2003 és 2005 között játszott az Oldhamnél, a Halifaxnál és Skóciában, a Hamiltonnál is.
2005-ben hazaigazolt, a mindössze néhány hónappal korábban létrejött Sydney FC játékosa lett, miután a próbajátékon meggyőzte Pierre Littbarski vezetőedzőt. A siker nem váratott sokat magára, ugyanis a klubvilágbajnokság óceániai selejtezőjében két gólt is szerzett, valamint a tornán az afrikai bajnok al-Ahli ellen győztes gólt szerzett, bebiztosítva csapata számára az ötödik helyet. A 2005-06-os szezon során Carney kulcsfigurája volt a Sydney sikereinek, 22 bajnokin szerzett hat góljával több európai csapat figyelmét felkeltette.
Mivel 2006 január elsejével nem állt már szerződésben a Sydney-vel, próbajátékra utazott több európai csapathoz. Ilyen volt például a román Steaua Bukarest, vagy két német csapat, a Borussia Mönchengladbach és az Alemannia Aachen, ám végül hiába szerzett két gólt is az Aachenben felkészülési meccseken, a nyelvi nehézségekre hivatkozva végül nem fogadta el a németek ajánlatát. A sikertelen tárgyalások után úgy döntött, hűséges marad a Sydney-hez, és eltölt ott még egy szezont, ám sérülés miatt sokat ki kellett hagynia.

### Sheffield
2007-ben hosszú idő után visszatért Angliába, amikor a másodosztályú Sheffield United játékosa lett 125 ezer ausztrál dollár ellenében. A klub mindkét az évi Ligakupa-meccsén pályára lépett, és ezeken két gólt szerzett. A bajnokságban először a Bristol elleni 2–0-s vereség alkalmával lépett pályára. Mivel Sheffieldben is jól játszott, megint többen (ezúttal is inkább német csapatok) érdeklődni kezdtek utána. Ilyen volt a Bayern München, a Bochum vagy a Kaiserslautern, a belga bajnok Anderlecht pedig konkrét, 2,3 millió fontos ajánlatot is tett Carney-ért. Ezen hírek közben újabb ,gólokat szerzett, egyet a kupában, a Bolton ellen, kettőt pedig a bajnokságban, a Watford és a Colchester ellen.
Kezdőcsapatbeli helyét egy edzőváltás után vesztette el. Amikor Kevin Blackwell lett a Sheffield menedzsere, hamar kiderült, hogy nem számol Carneyval, egyszer még az is előfordult, hogy eggyel kevesebb cserét nevezett az éppen aktuális bajnoki összecsapásra, csak hogy ne kelljen játszatnia Carneyt.

### Vándorlás
2009-ben rövid időre a Norwichhoz került kölcsönbe, ahol kilenc meccsen kapott lehetőséget. Ezt követően megfordult Hollandiában, a Twenténél, rövid időre visszatért Angliába a Blackpoolhoz, majd elszerződött előbb Spanyolországba (AD Alcorcón), aztán Üzbegisztánba (a Bunyodkor PFK-nál töltött egy viharos időszakot), majd néhány találkozón játszott az MLS-ben, a New York Red Bulls-nál is.

### Ismét otthon
2014 februárjában Carney hazatért, és a Newcastle Jets játékosa lett, eredetileg a 2013-14-es szezon végéig. Májusban a felek kétéves szerződéshosszabbításról egyeztek meg.
A 2015-16-os idény első meccsén, a Wellington ellen Carney megszerezte első gólját a Jets színeiben.

### A válogatottban
2006-ban Carney elutazott az ausztrál válogatott történetének első ázsiai mérkőzésére Bahrein ellen, és végül ő maga is itt mutatkozhatott be a nemzeti csapatban. 2008-ban részt vett a pekingi olimpián.
Két Ázsia-kupán játszott (2007, 2011), valamint részt vett a 2010-es világbajnokságon is, ahol az ausztrálok három csoportmeccséből kettőn, Ghána és Szerbia ellen lépett pályára.